# Миколаївська сільська рада (Братський район)
Микола́ївська сільська́ ра́да — колишня адміністративно-територіальна одиниця та орган місцевого самоврядування у Братському районі Миколаївської області. Адміністративний центр — село Миколаївка. У 2020 році ліквідована та приєднана до Братської селищної громади.

## Загальні відомості
- Населення ради: 701 особа (станом на 2001 рік)

## Населені пункти
Сільській раді підпорядковані населені пункти:
- с. Миколаївка
- с. Єгорівка
- с. Красноярка
- с. Павлодарівка

## Склад ради
Рада складалася з 12 депутатів та голови.
- Голова ради: Шенкевич Анжела Дмитрівна
- Секретар ради: Підкурганна Валентина Дмитрівна

### Керівний склад попередніх скликань
| Прізвище, ім'я, по батькові    | Основні відомості                                                         | Дата обрання | Дата звільнення |
| ------------------------------ | ------------------------------------------------------------------------- | ------------ | --------------- |
| Омельченко Анатолій Григорович | Сільський голова, 1949 року народження, член Народної партії              | 26.03.2006   | 01.02.2008      |
| Шенкевич Анжела Дмитрівна      | Сільський голова, 1971 року народження, освіта вища, член Партії регіонів | 01.06.2008   | 31.10.2010      |
| Шенкевич Анжела Дмитрівна      | Сільський голова, 1971 року народження, освіта вища, член Партії регіонів | 31.10.2010   |                 |

Примітка: таблиця складена за даними сайту Верховної Ради України

### Депутати
За результатами місцевих виборів 2010 року депутатами ради стали:

#### За суб'єктами висування
| Суб'єкт висування             | Кількість обраних депутатів | %    |
| ----------------------------- | --------------------------- | ---- |
| Партія регіонів               | 8                           | 66,7 |
| Політична партія «Фронт Змін» | 2                           | 16,7 |
| Комуністична партія України   | 1                           | 8,3  |
| Народна партія                | 1                           | 8,3  |

#### За округами
| № округу                      | Прізвище, ім'я, по батькові     | Дата визнання обраним | Освіта             | Партійна приналежність              | Відомості про обраного депутата                       |
| ----------------------------- | ------------------------------- | --------------------- | ------------------ | ----------------------------------- | ----------------------------------------------------- |
| Комуністична партія України   |                                 |                       |                    |                                     |                                                       |
| 3                             | Овчаренко Світлана Вікторівна   | 04.11.2010            | середня спеціальна | член Комуністичної партії України   | тимчасово не працює                                   |
| Народна Партія                |                                 |                       |                    |                                     |                                                       |
| 2                             | Підкурганна Валентина Дмитрівна | 04.11.2010            | середня спеціальна | член Народної партії                | СТОВ «Нік-Агро», вагар                                |
| Партія регіонів               |                                 |                       |                    |                                     |                                                       |
| 1                             | Овчаренко Віктор Віталійович    | 04.11.2010            | вища               | член Партії регіонів                | тимчасово не працює                                   |
| 4                             | Дронь Ліна Іванівна             | 04.11.2010            | вища               | член Партії регіонів                | Миколаївська загальноосвітня школа І-ІІ ст., вчитель  |
| 5                             | Зленський Віталій Анатолійович  | 04.11.2010            | середня спеціальна | член Партії регіонів                | СТОВ «Нік-Агро», водій                                |
| 7                             | Самохатня Наталя Володимирівна  | 04.11.2010            | середня спеціальна | член Партії регіонів                | ПП «Литош», продавець                                 |
| 8                             | Лев Віктор Михайлович           | 04.11.2010            | середня спеціальна | член Партії регіонів                | Миколаївська сільська рада, спеціаліст землевпорядник |
| 9                             | Дудник Антоніна Анатоліївна     | 04.11.2010            | вища               | член Партії регіонів                | Миколаївська сільська бібліотека, бібліотекар         |
| 11                            | Медведенко Олег Петрович        | 04.11.2010            | середня спеціальна | член Партії регіонів                | тимчасово не працює                                   |
| 12                            | Пархомов Віктор Анатолійович    | 04.11.2010            | середня            | член Партії регіонів                | пенсіонер                                             |
| Політична партія «Фронт Змін» |                                 |                       |                    |                                     |                                                       |
| 6                             | Коцюбинська Світлана Федорівна  | 04.11.2010            | вища               | член Політичної партії «Фронт Змін» | Миколаївська сільська рада, секретар                  |
| 10                            | Сабірова Олена Вікторівна       | 04.11.2010            | середня            | член Політичної партії «Фронт Змін» | Миколаївське відділення зв'язку, листоноша            |

## Населення
Згідно з переписом УРСР 1989 року чисельність наявного населення села становила 803 особи, з яких 359 чоловіків та 444 жінки.
За переписом населення України 2001 року в селі мешкали 704 особи.

### Мова
Розподіл населення за рідною мовою за даними перепису 2001 року:
| Мова       | Відсоток |
| ---------- | -------- |
| українська | 91,16 %  |
| російська  | 4,99 %   |
| молдовська | 3,00 %   |
| гагаузька  | 0,71 %   |
| болгарська | 0,14 %   |